# Юнкур, Яан
Яан Яанович Ю́нкур (Иоганн Иоганович, Иван Иванович, эст. Jaan Junkur; 12 (24) февраля 1887), Холдре, Феллинский уезд, Лифляндская губерния — 27 января 1942, Северо-Уральский ИТЛ, Свердловская область) — эстонский военный и дипломат, командующий военного округа Харью (1939-40 гг.), награждён высшей военной наградой Эстонии (Крестом Свободы).

## Биография
Родился в семье крестьян Яан (эст. Jaan) и Лийз (эст. Liis) Юнкур 24 февраля 1887 года в Холдре (в Омули Хелмской волости Вильяндиского уезда). В семье было шестеро братьев, среди которых Яан был младшим. Учился в Хельмской приходской школе (эст. Helme kihelkonnakool) и в Валгской городской школе (эст. Valga linnakool), а также в частном порядке в Петербурге. Служил в царской армии с 1908 года вольноопределяющимся в Двинском 91-й пехотном полку, окончил Виленское военное училище (в котором учился с 1909 по 1912 гг.), затем служил офицером в Тарту с 1912 по 1914 год. С 1914 года участвовал в Первой мировой войне в составе 271-го пехотного Красносельского полка, был ранен. С апреля 1915 по ноябрь 1918 был в плену, после которого вернулся в Эстонию. 07.12.1919 г. женился на Линде Юнкур (Мяртикуга (эст. Linda Junkur (Märtik)), 1898 г.р.), детей не имел.

### Служба в эстонской армии
С 1918 по 1940 год служил в эстонской армии. Участвовал в Эстонской освободительной войне. Позже служил военным представителем Эстонии за рубежом и дипломатом (в Литве (1919), Варшаве (Польша, 1919—1923), Париже (Франция, 1924—1925), Бельгии (1925—1929)). С 1929 по 1934 годы дважды служил офицером для поручений штаба армии и дважды — командиром отдельного пехотного батальона. В 1934—1939 годах служил комендантом города Таллин и одновременно командовал Сторожевым батальоном (Vahipataljon), который занимался караульной службой таллинского гарнизона. В 1939—1940 гг. Юнкур командовал военным округом Харью, продолжая быть комендантом города Таллин. В июле 1940 года оставил как должность командующего округа Харью, так и должность коменданта города Таллин.
В период службы в эстонской армии был членом, руководителем, почётным членом советов и попечительских советов различных эстонских обществ за рубежом (например, был членом Välis-Eesti Ühing, председателем эстонского общества в Париже, почетным членом совета польско-эстонского общества), общественных организаций (Таллиннского городского совета национальной ассоциации кавалеров ордена Креста Свободы (Vabaduse Risti Vendade Ühendus, VRVÜ)) и учреждений культуры (попечительского совета эстонского драматического театра).

### Репрессия и смерть
Вышел в отставку 17 августа 1940 года, после чего работал переводчиком в Народном комиссариате труда ЭССР. 14 июня 1941 года был уволен с этой должности. Во время июньской депортации 1941 года его сослали 14 июня 1941 года из Нымме вместе с супругой Линдой. Отправили в СевУралЛаг, в лагерный отдел Сосьва. Там он заболел и умер 27 января 1942 года.. После смерти, 28 февраля 1942 года, особое совещание назначило Юнкуру высшую меру наказания по статье §58-4 УК РСФСР.

## Награды
- Крест Свободы 1 класса 3 степени и 50000 марок.[1][3]
- Орден Орлиного креста 3-й степени (1935 г.).[1]
- Ордена Польши, Литвы и Франции.[1]
- Памятная медаль в честь 10-летия независимости Латвии и освободительной войны.[1]